# Marguerite Bourgeoys

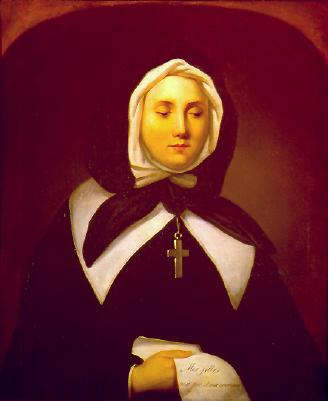
Marguerite Bourgeoys

Marguerite Bourgeoys, född i Troyes i Frankrike 17 april 1620, död Fort Ville-Marie i Nya Frankrike 12 januari 1700, var en fransk nunna, känd som grundaren av orden Congrégation de Notre Dame. Hon emigrerade år 1653 från Frankrike till Nya Frankrike (Kanada), där hon grundade ett kloster, ägnade sig åt skolverksamhet bland både franska kolonister och barn från urbefolkningen och 1658 grundade en orden för sekulära kvinnor, som blev en av de första klosterordnar för kvinnor i katolska kyrkan där nunnorna var fria att verka och arbeta utanför klostermurarna. Hon saligförklarades av påven 1878 och helgonförklarades 1982. 